# Toms Abenteuer
Toms Abenteuer (Originaltitel The Adventures of Tom Sawyer) ist ein US-amerikanischer Abenteuerfilm von 1938 in Technicolor, bei dem Norman Taurog Regie führte. Das Drehbuch gründet sich auf Mark Twains Buch über Tom Sawyer. Es handelt sich um die dritte Verfilmung einer langen Reihe von weiteren Verfilmungen, die sich um Mark Twains berühmte Jungenfiguren ranken.

## Handlung
Mitte des 19. Jahrhunderts: Tom Sawyer, ein sommersprossiger übermütiger Junge, lebt mit seiner Cousine Mary und seinem selbstgefälligen Halbbruder Sid bei seiner Tante Polly in einer kleinen Stadt am Ufer des Mississippi. Tom ist Waise. Des Öfteren muss Tante Polly, eine Frau mit einem großen Herzen, Tom zur Ordnung rufen, da er anderen nur allzu gern Streiche spielt. Als Tante Polly Tom als Strafe auferlegt, den Zaun am Haus zu streichen, lässt Tom seine Freunde das für sich erledigen, indem er ihnen weismacht, dass Malen Spaß mache und lässt sich sogar noch dafür mit Murmeln, Angelhaken und dergleichen entschädigen, dass er ihnen solch großen Spaß verschaffe. Als Tom Becky Thatcher kennenlernt, verliebt er sich in dieses besondere Mädchen und lässt seine erste Liebe Amy Lawrence links liegen. Toms Versuch, Becky mittels einer Sammlung von Bibel-Zitaten zu beeindrucken, geht jedoch schief. Tom hat sich die Zettel mit Wissen aus der Bibel von seinen Schulkameraden besorgt, ohne sich jedoch mit dem Inhalt zu befassen und ist bei einem Wettbewerb nicht in der Lage, auch nur eine einzige Frage richtig zu beantworten. Später findet Tom aber doch noch Gelegenheit, Beckys Bewunderung zu erringen, indem er die Schuld dafür auf sich nimmt, dass die vom Schulleiter Mr. Dobbins entdeckte wenig schmeichelhafte Karikatur über ihn selbst, von ihm stamme. In Wirklichkeit hat Becky den Schulleiter karikiert.
Als Tom eines Abends zusammen mit seinem besten Freund Huckleberry Finn über den örtlichen Friedhof geht, die Jungen führen eine tote Katze bei sich und wollen Hucks Heilmittel gegen Warzen testen, werden sie Zeugen einer Auseinandersetzung zwischen drei Bürgern des Städtchens. Dr. Robinson, Indianer-Joe und Muff Potter rauben angetrunken ein Grab aus. Während ihrer Aktion bricht ein Streit zwischen den Männern aus und Indianer-Joe ersticht Dr. Robinson. Danach drückt er das blutverschmierte Messer dem überrumpelten Muff Potter in die Hand und flüchtet. Tom und Huck, die alles mit angesehen haben, bekommen es mit der Angst zu tun und schwören sich gegenseitig, über das Gesehene Stillschweigen zu bewahren.
Nachdem Tom Ärger mit Becky hat und auch bei Tante Polly zu Unrecht getadelt wird und Toms Bekannter Joe Harper von seiner Mutter aufgezwungen wird, Schuhe zu tragen, die ihm missfallen, entschließen sich die Jungen zu fliehen, um Piraten auf Jackson Island zu werden. Zusammen mit ihrem Freund Huckleberry Finn verkleiden sie sich als Piraten und spielen am Ufer des Mississippi. Inzwischen wurde ein Suchtrupp gebildet, da die Kleidung der Kinder entlang des Flussufers aufgefunden wurde, von ihnen aber keine Spur. Man befürchtet, dass sie ertrunken sind. Nach drei Tagen bekommt Tom jedoch Heimwehr und auch Gewissensbisse, ob der Trauer in den Familien und beschließt, die Lage auszuspionieren. Er schreibt seiner Tante Polly einen Brief und lässt sie wissen, dass er sie liebe und sich nicht in Gefahr befinde. Der Brief erreicht Tante Polly nicht mehr rechtzeitig und so können Tom, Huck und Joe ihrer eigenen Trauerfeier – versteckt in der Kirche – beiwohnen. Die Jungen werden dabei von ihren Gefühlen so überwältigt, dass sich alles aufklärt.
Kurze Zeit später findet der Mordprozess gegen Muff Potter statt. Da es keine Zeugen gibt, sieht es schlecht für den Vagabunden aus. Tom, der ein ausgeprägtes Gerechtigkeitsempfinden hat, bringt es nicht fertig zu schweigen und sagt für Muff Potter aus und benennt den im Gerichtssaal anwesenden Indianer-Joe als Täter. Der wirft gezielt ein Messer nach Tom und flieht dann aus dem Raum. Zum Glück kann Tom dem Messer ausweichen. Das kleine Städtchen ist beeindruckt von Tom Sawyers Mut und seinem Auftreten und auch sein Lehrer sieht ihm seine bisherigen Streiche nach. Zu Toms Ehren wird ein Schulausflug veranstaltet, der auch mit dem Besuch einer Tropfsteinhöhle verbunden ist. Mit Becky, die von Toms Verhalten auch sehr beeindruckt ist, sondert sich Tom vom Rest der Klasse ab und zusammen durchstreifen sie die unterirdischen Gänge. Dabei stoßen sie in einem der Korridore auf eine schon lang gesuchte Schatztruhe, die bis obenhin mit Gold gefüllt ist. Als sie die Höhle mit der Kiste verlassen wollen, stellen die Kinder jedoch fest, dass sie sich im Gewirr der viele Gänge verirrt haben. Auf der Suche nach dem Ausgang, stoßen sie dann zu allem Unglück auch noch auf Indiana-Joe, der sich ausgerechnet in dieser Höhle versteckt hält. Als sie entsetzt vor ihm fliehen, folgt er ihnen, wobei er abstürzt und den Tod findet. Nachdem man das Fehlen der Kinder bemerkt hat, wurde ein Suchtrupp gebildet, dem jedoch das Weiterkommen durch einen Felsrutsch erschwert wird. Tom und Becky stoßen auf den Suchtrupp und gemeinsam findet man den Weg aus der Höhle. Wieder zurück in ihrem Städtchen, werde beide als Helden gefeiert.

## Hintergrund

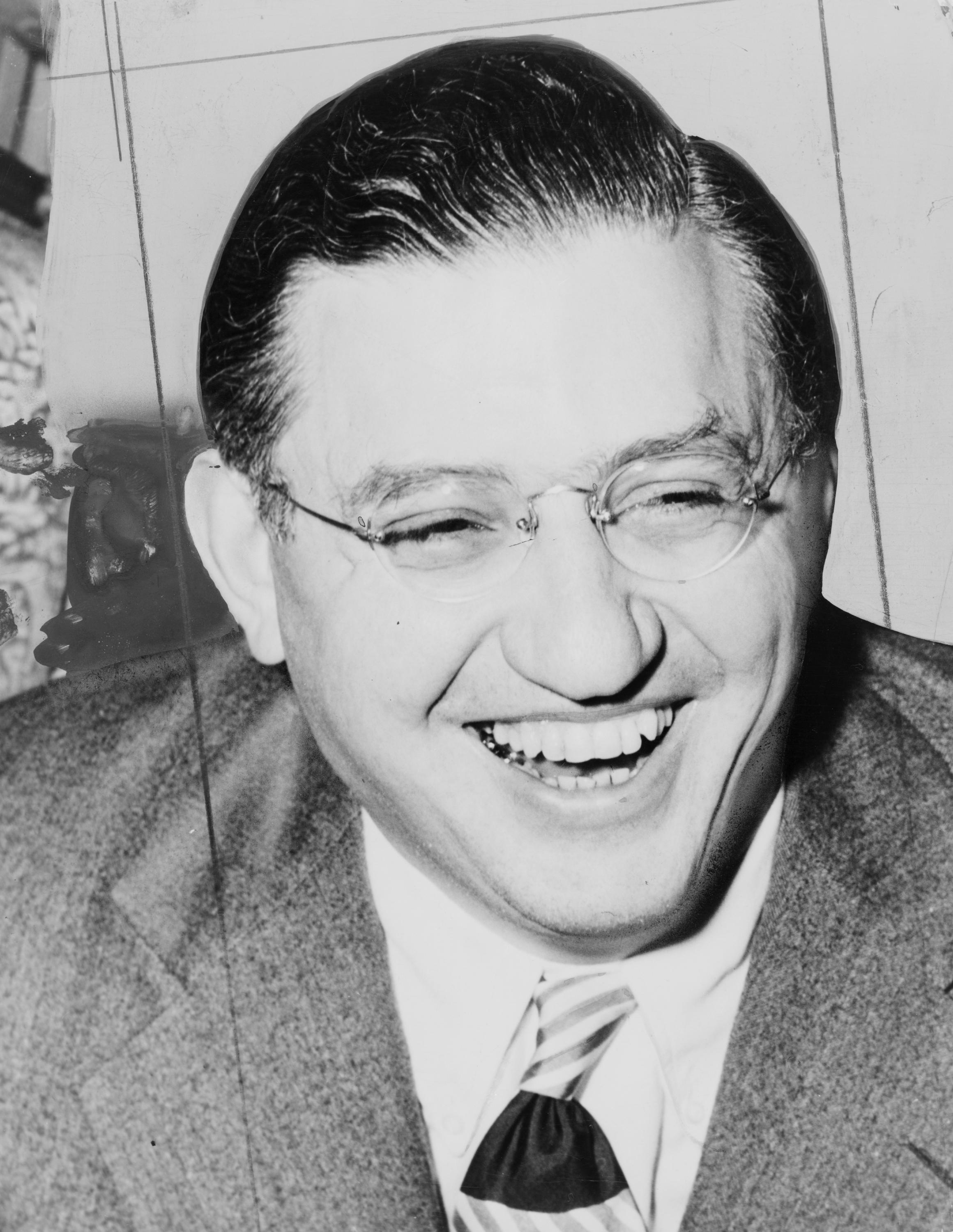
Produzent David O. Selznick im Jahre 1940

Die Dreharbeiten, die vom 18. Juli bis zum 5. Oktober 1937 dauerten, fanden unter anderem am Malibu Lake in Kalifornien, wo die Schule für die Kinder stand, sowie in Culver City statt. Im Dezember 1937 entstanden weitere Aufnahmen. In Culver City wurde später zu Ehren von Tom Sawyer ein „Tom Sawyer Tag“ ausgerufen. In den USA hatte der Film am 11. Februar 1938 Premiere, in New York lief er am 17. Februar 1938 an. An den amerikanischen Kinokassen war der Film kein Erfolg, angeblich machte er rund 300.000 US-Dollar Verlust, was damals eine große Summe war. In der Bundesrepublik Deutschland kam er am 12. März 1954 ins Kino, in Österreich lief er bereits am 15. Januar 1954 an. Der Film erschien am 6. Dezember 2013 erstmals als DVD in Deutschland, mit deutscher Synchronfassung.
Bevor die Dreharbeiten zu diesem Film am 18. Juli 1937 begannen, hatte der Produzent David O. Selznick bereits zwei erfolglose Versuche zur Verfilmung gestartet. Norman Taurog, der Regisseur, soll die bereits im März beziehungsweise im Juni erstellten Aufnahmen verworfen haben, da diese in Schwarzweiß waren und er den Film in Technicolor erstellen wollte. Farbfilme waren im Hollywood des Jahres 1938 noch eine Seltenheit und recht kostspielig. Wie der Kameramann James Wong Howe in seiner Biografie erwähnte, gab es diverse Streitigkeiten zwischen ihm und dem für Technicolor zuständigen Kameramann Wilfried Cline über die Farben, da Cline eher für brillante Grundfarben gewesen sei und er darauf bestanden habe, dass der Film durch gedämpfte Erdtöne besser die im ländlichen Süden lebenden Charaktere hervorhebe. Auch wegen der Beleuchtung in der Höhlenszene soll es unterschiedliche Meinungen gegeben haben.
Unter Taurogs Regie wurde auch der Darsteller des Huckleberry Finn, der zuerst von Ted Limes verkörpert wurde, durch Jackie Moran ersetzt. Ebenso wurde die Rolle der Tante Polly von Elizabeth Patterson auf May Robson übertragen. Tommy Bupp, der ursprünglich die Rolle des Tom Sawyer spielen sollte, wurde durch Tommy Kelly ersetzt, einer der Gründe war auch, dass Bupp gegenüber Jackie Moran zu groß war. Angeblich sollen 25.000 Jungen zuvor für die Titelrolle gecastet worden sein, da Selznick für die Rolle des Waisenjungen ein unbekanntes Kind wollte. Tommy Kelly, der die Rolle dann bekam, war das Kind eines Feuerwehrmanns von der East Bronx. Dies war sein erster Film. Seine Leistung wurde gelobt und gilt als eine der besten unter allen Darstellern, die Tom Sawyer im Film verkörpert haben. Kelly gelang in der Folgezeit jedoch im Gegensatz zu Selznicks Entdeckung Freddie Bartholomew nur eine mittelmäßige Karriere. Später zog er sich ganz von der Schauspielerei zurück und schlug abseits von Hollywood eine erfolgreiche Laufbahn ein.
Zeitgenössische Quellen verwiesen darauf, dass viel Sorgfalt darauf verwendet wurde, den Film so zu gestalten, dass die Szenen tatsächlich der Zeit entsprechen, in der er spielt, also Anachronismus auszuschließen. Dazu wurden viele Experten befragt und entsprechende amerikanische Schulbücher für die Kinder besorgt sowie Zeitungen aus Missouri gesichtet und natürlich wurde auch Mark Twains Buch Leben auf dem Mississippi (Life on the Mississippi) herangezogen. Nur ein Jahr später drehte Selznick den Filmklassiker Vom Winde verweht, der ebenfalls in den alten Südstaaten spielt. Der gebürtige Österreicher Max Steiner war wie bei vielen Selznick-Produktionen für die Filmmusik verantwortlich. Steiner verwendete teilweise frühere Filmkompositionen aus älteren Filmen von Selznick oder ihm, etwa aus Vier Schwestern, David Copperfield und Der kleine Lord.
Laut der Fachzeitschrift der Filmindustrie The Hollywood Reporter soll Selznick für eine Veröffentlichung des Films in Großbritannien mit Hilfe eines englischen Vertriebsberaters die typisch amerikanischen umgangssprachlichen Dialoge und Situationen dem englischen Verständnis der Sprache angepasst haben.

### Bücher und Film

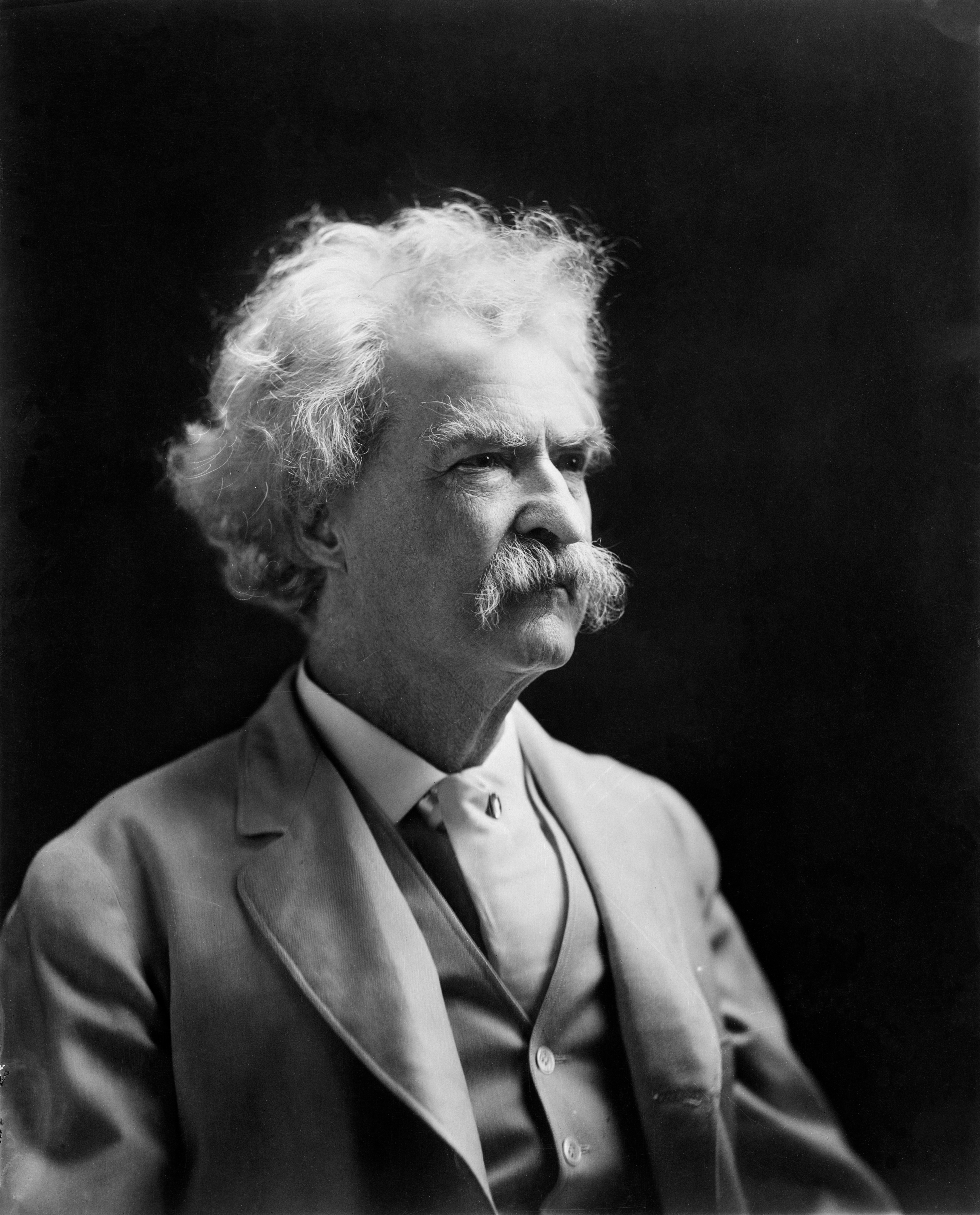
Mark Twain im Jahre 1907

Mark Twains Bücher über Tom Sawyer und Huckleberry Finn gelten als Klassiker der Jugendliteratur und gehören vor allem in den USA zur Standardliteratur für Kinder. Selznicks aufwendige Produktion von 1938 ist die dritte Verfilmung des oft verfilmten Stoffes. In dieser Verfilmung gelingt dem Drehbuchautor John V.A. Weaver eine subtile Balance, die der episodischen Struktur des Romans mit zahlreichen Charakteren und Nebenhandlungen Rechnung trägt und die prägendsten Ereignisse des Buches in den Mittelpunkt des Films stellt. Da findet sich beispielsweise die Schönfärberei in Bezug auf den zu streichenden Zaun wieder, der Mord auf dem Friedhof und die Flucht in der Höhle. Trotzdem wurde die Originalgeschichte zeitweise aus dramaturgischen Gründen abgeändert. Zum Beispiel stürzt Indiana-Joe im Film in einen Abgrund und stirbt. Im Roman verliert er sich in der Höhle und stirbt den Hungertod.
Der Autor Mark Twain war ein kreativer Denker, der die bestehende Ordnung der Dinge in Frage stellte und seine Schlagfertigkeit dazu benutzte, die Heuchelei und langweilige Konformität seiner Zeit an den Pranger zu stellen. Leider kommen (und konnten wohl auch nicht) Teile des Buches im Film nicht vor, die seine besondere Art von Humor unterstreichen, wohl auch aus Angst vor einer eventuellen Zensur. Um den dramatischen Höhepunkt des Films, den die Höhlenszenen darstellen, zu unterstreichen, arbeitete Taurog mit fliegenden Tieren und filmte die Gesichter der erschrockenen Kinder in Großaufnahme. Unterstützt wurde das ganze von Max Steiners eindrucksvoller Musik.
Mark Twain (1835–1910) war ein Vertreter des amerikanischen Realismus und für seine scharfzüngige Kritik an der amerikanischen Gesellschaft berühmt. Er wollte Einfluss auf die Menschen allgemein und die Gesellschaft, in der er lebte, nehmen. Da er schon früh damit konfrontiert worden war, dass seiner Familie wertloses Land untergeschoben wurde, was weitreichende Folgen hatte, verfolgte ihn dieses Erlebnis zeit seines Lebens. Der Gedanke, plötzlich mittellos zu sein, war ein Alptraum für ihn. Die Zeit, in der er lebte, war geprägt vom Goldrausch und den dann folgenden Jahren des Booms, aber auch von Gewinnen, die so schnell wieder verloren gingen, wie sie errungen worden waren. Das ließ Twain auch in die Schlussszene einfließen, als Tom den Goldschatz in der Höhle findet. Aber noch etwas anderes schwingt in The Adventures of Tom Sawyer mit, Lachen als Antidot gegen Gier, Korruption und Betrug, die nach Twains Meinung zu verbreitet in der Welt waren. Lachen war seine Flucht, seine Waffe. In Twains 1922 posthum veröffentlichten Werk Der geheimnisvolle Fremde, der ein Neffe Satans ist, lässt er ihn sagen: „... trotz eurer Armut habt ihr zweifellos eine wirklich wirksame Waffe: das Lachen. Dem Angriff des Lachens kann nichts standhalten.“

### Weitere Verfilmungen
- 1917 Paramount-Pictures-Verfilmung Tom Sawyer unter der Regie von William Desmond Taylor, mit Jack Pickford als Tom Sawyer und Robert Gordon als Huckleberry Finn. Clara Horton spielte Becky Thatcher und Edythe Chapman agierte als Tante Polly.
- 1930 Paramount-Publix-Verfilmung Tom Sawyer unter der Regie von John Cromwell, mit Jackie Coogan als Tom Sawyer und Junior Durkin als Huckleberry Finn. Mitzi Green spielte die Rolle der Becky Thatcher und Clara Blandick ist als Tante Polly zu sehen.
- 1936 Tom Sawyer (OT: Tom Soyer), sowjetische Verfilmung von Lazar Frenkel und Gleb Zatvornitsky.
- 1960 The Adventures of Tom Sawyer, 6-teilige BBC-TV-Serie mit Fred Smith als Tom Sawyer und Janina Fay als Becky Thatcher. Titelsong John Gilbert is the Boat, gesungen von Peggy Seeger.
- 1968 Tom Sawyers und Huckleberry Finns Abenteuer (Les Aventures de Tom Sawyer), deutsch-französisch-rumänische Co-Produktion, Mini-Serie unter der Regie von Wolfgang Liebeneiner, mit Roland Demongeot als Tom Sawyer, Marc di Napoli als Huckleberry Finn, Lucia Ocrain als Becky Thatcher und Lina Carstens als Tante Polly. Lina Carstens wurde von Tilli Breidenbach synchronisiert. Ernst Fritz Fürbringer sprach die verbindenden Kommentare.
- 1968/1969 The New Adventures of Huckleberry Finn (US-amerikanische TV-Serie, 20 Folgen)
- 1969 Las Aventuras de Juliancito, mexikanische Verfilmung.
- 1973 Tom Sawyers Abenteuer (Tom Sawyer) unter der Regie von Don Taylor. Johnny Whitaker spielte Tom Sawyer, Jeff East Huckleberry Finn und Jodie Foster Becky Thatcher. Tante Polly wurde von Celeste Holm verkörpert. Diese Verfilmung ist die musikalischste.
- 1980 Die Abenteuer von Tom Sawyer und Huckleberry Finn (Huckleberry Finn and his Friends) 26-teilige Serie mit Sammy Snyders als Tom Sawyer, Ian Tracey als Huckleberry Finn, Holly Findlay als Becky Thatcher und Brigitte Horney als Tante Polly.
- 1981 Die Abenteuer von Tom Sawyer und Huckleberry Finn (Приключения Тома Сойера и Гекльберри Финна), russische Verfilmung unter der Regie von Stanislav Govorukhin.
- 1984 Tom Sawyer, kanadische Verfilmung, produziert von den Hal-Roach-Studios.
- 1990 Back to Hannibal: The Return of Tom Sawyer and Huckleberry Finn (Tom Sawyer und Huckleberry Finn – Die Rückkehr nach Hannibal) unter der Regie von Paul Krasny. Raphael Sbarge ist als Tom Sawyer und Mitchell Anderson als Huckleberry Finn zu sehen und Megan Follows übernahm die Rolle der Becky Thatcher.
- 1995 The Walt Disney Company Film mit dem Titel Tom und Huck unter der Regie von Peter Hewitt. Jonathan Taylor Thomas spielte Tom Sawyer und Brad Renfro Huck Finn. Rachael Leigh Cook agierte als Becky Thatcher und Amy Wright als Tante Polly.
- 1998 The Modern Adventures of Tom Sawyer (Tom Sawyer). Unter der Regie von Adam Weissman spielten Phillip Van Dyke (Tom Sawyer), Bethany Richards (Becky Thatcher) und Laraine Newman (Tante Polly).
- 2011 Tom Sawyer (deutsche Verfilmung) unter der Regie von Hermine Huntgeburth. Louis Hofmann gibt Tom Sawyer, Leon Seidel Huckleberry Finn, Magali Greif Becky Thatcher und Heike Makatsch Tante Polly.
- 2013 Tom Sawyer & Huckleberry Finn unter der Regie von Jo Kastner. Tom Sawyer wird von Joel Courtney, Huckleberry Finn von Jake T. Austin, Becky Thatcher von Katherine McNamara und Tante Polly von Christine Kaufmann verkörpert.

Eine Zeichentrickserie aus Japan von 1980 handelt ebenfalls von Tom Sawyers Abenteuern. Der Originaltitel lautet: Tomu Sôyâ no bôken.

## Kritiken
Das Lexikon des internationalen Films meinte, der Film sei „humorvoll“ und „in Einzelheiten vorzüglich, doch fehl[e] den Episoden die Verklammerung, so dass sie etwas unmotiviert nebeneinanderstehen [würden] und [dass] es dem Film insgesamt an Dichte mangel[e]. Fazit: Dennoch liebenswerte Unterhaltung (Alternativtitel: Die Abenteuer des Tom Sawyer).“
Turner Classic Movies führte aus, dass Regisseur Norman Taurog ein „schöner Unterhaltungsfilm“ basierend auf Twains Roman gelungen sei auch „dank der hervorragenden Kameraführung von James Wong Howe.“ Dafür spreche auch, dass „Lyle Wheeler für seine künstlerische Leitung für einen Oscar nominiert worden sei. Hervorragend [seien] auch die Nebenrollen mit May Robson, Walter Brennan und Victor Jory, der einen unvergesslich finsteren Injun Joe [gebe], besetzt.“
Variety kommt zu dem Urteil The Adventures of Tom Sawyer sei von „visueller Schönheit“ und zeige zusätzlich eine „nahezu wortgetreue Wiedergabe von Mark Twains Geschichte.“[…] Gelobt wird auch das Selbstbewusstsein, das Tommy Kelly, der unter hunderten von Jungen ausgewählt wurde, in seiner ersten Rolle zeige. Unter den erwachsenen Spielern wird Walter Brennans Leistung als Muff Potter als „herausragend“ bezeichnet und auch May Robson „vergebe nicht die Chance“, Tante Polly, die mit den himmlischen und höllischen Phantasien Toms konfrontiert werde, Leben einzuhauchen. Victor Jory als Injun Joe wird für die „teuflische Bosheit“ gelobt, mit der er seine Rolle spiele.
Der US-amerikanische Filmkritiker Emanuel Levy bezeichnete den Film als „erste, beste und gewissenhafteste“ der vielen Hollywood-Verfilmungen von Twains Buch. Der Film würde den Geist des Buches und eines Sommers am Mississippi einfangen. Außerdem lobte Levy das „großartige“ Szenenbild, welches verdientermaßen für einen Oscar nominiert worden sei, sowie die „beeindruckende“ Kameraarbeit von Wong Howe.

## Auszeichnungen
Auf der Oscarverleihung 1939 war Lyle R. Wheeler in der Kategorie „Bestes Szenenbild“ für einen Oscar nominiert, musste sich jedoch Carl Jules Weyl geschlagen geben, an den die Trophäe für seine Leistung in dem Abenteuerfilm Robin Hood, König der Vagabunden (The Adventures of Robin Hood) ging. Auf dem Filmfestival in Venedig 1938 erhielt der Film dagegen eine Auszeichnung als Bester Ausländischer Film.